# Gary Goodchild
Gary Goodchild (sinh ngày 27 tháng 1 năm 1958 ở Chelmsford) là một cựu cầu thủ bóng đá người Anh thi đấu ở Football League cho Arsenal, Crystal Palace, Hereford United và Reading.